# 26 Dywizja Strzelecka (ZSRR)
26 Dywizja Strzelecka (ros. 26-я Златоустовская Краснознаменная стрелковая дивизия) – związek taktyczny piechoty Armii Czerwonej.
W czerwcu 1941 roku pod dow. płk P. G. Kuzniecowa w składzie 26 Korpusu Strzeleckiego, 1 Armii Dalekowschodniej.

## Skład
- 87 Pułk Strzelecki
- 312 Pułk Strzelecki
- 349 Pułk Strzelecki
- 19 Pułk Artylerii
- (?) Pułk Artylerii,
- dywizjon przeciwpancerny
- dywizjon artylerii przeciwlotniczej
- batalion rozpoznawczy
- batalion saperów
- inne służby.